# Figurengruppe Widerstandskämpfer

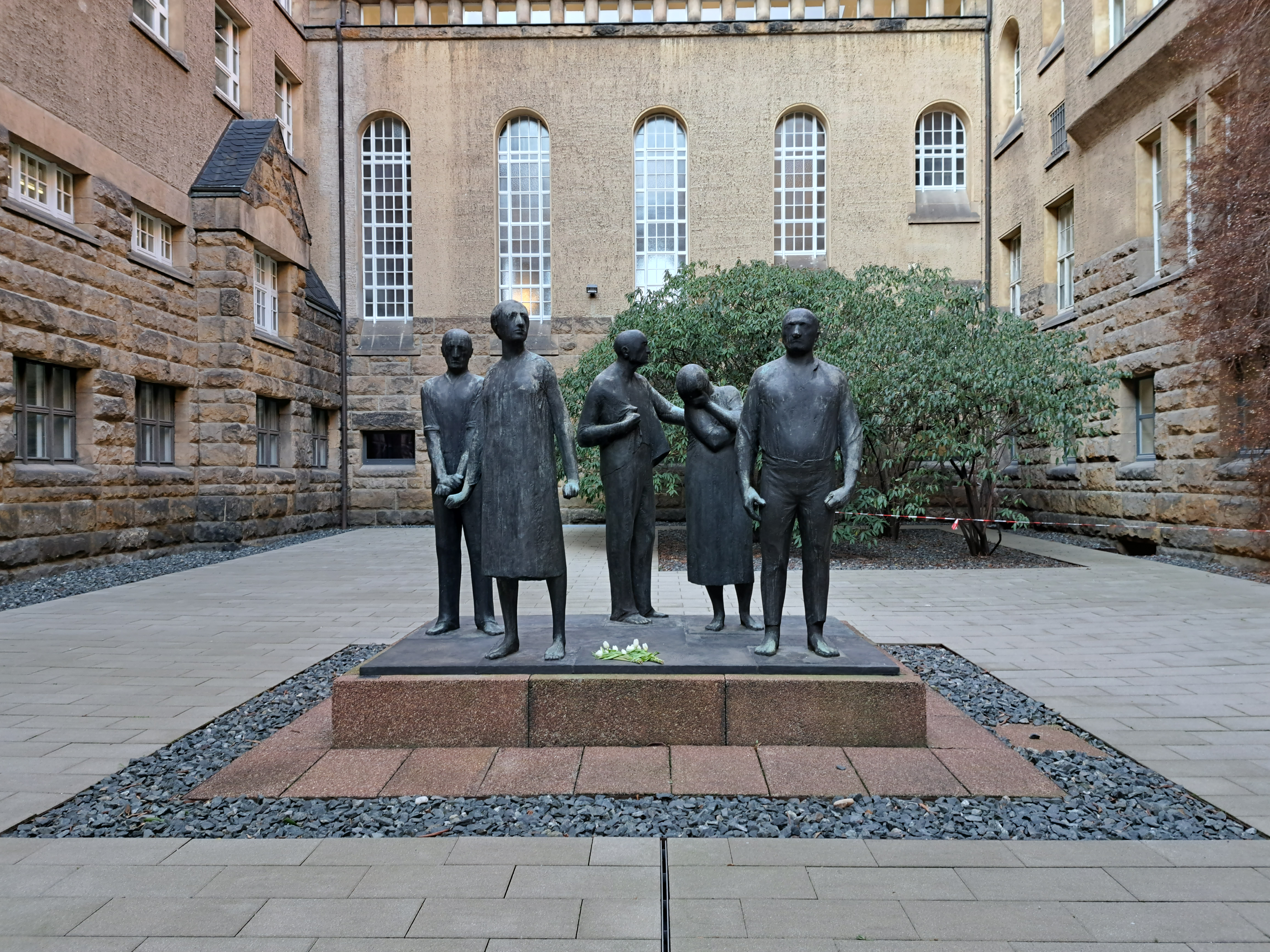
Bronzeplastik Widerstandskämpfer im Ehrenhof des Dresdner Landgerichts (2023)

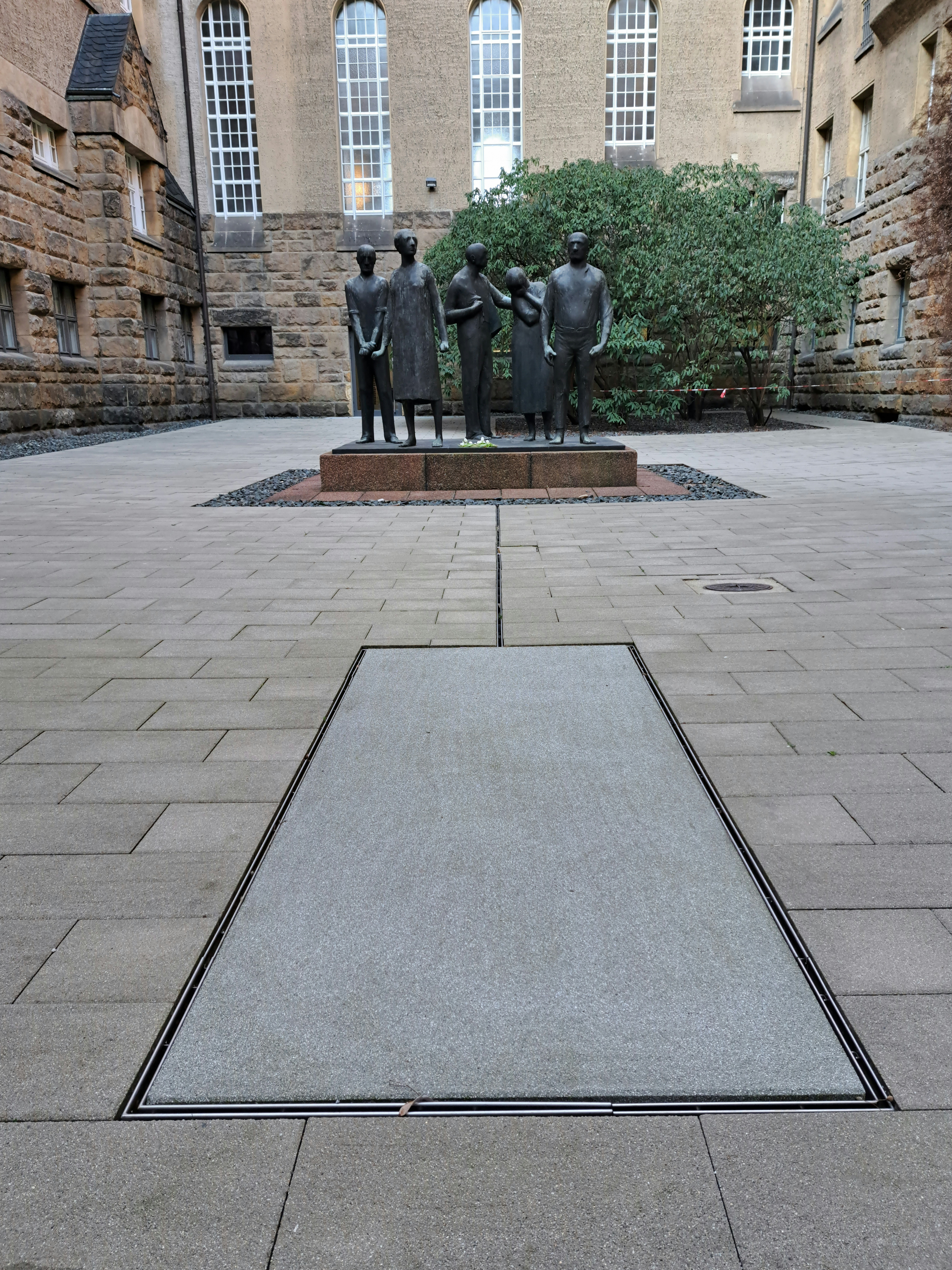
Blick auf die Gruppenplastik vom ehemaligen Standort des Fallbeils

Die Figurengruppe „Widerstandskämpfer“ in Dresden ist eine Bronzeplastik des Bildhauers Arnd Wittig aus dem Jahr 1958. Die Plastik mit Plinthe auf einem Kunststeinsockel befindet sich im ehemaligen Hinrichtungshof des Landgerichts Dresden am Münchner Platz und gehörte seit 1962 zur Antifaschistischen Mahn- und Gedenkstätte Münchner Platz.
Sie erinnerte ursprünglich an die in der Zeit des Nationalsozialismus zum Tode verurteilten Antifaschisten.
Seit 1999 gehört die Mahn- und Gedenkstätte Münchner Platz zur Stiftung Sächsische Gedenkstätten zur Erinnerung an die Opfer politischer Gewaltherrschaft. Seitdem soll die Plastik an die über 1300 Opfer politischer Strafjustiz nicht nur während der nationalsozialistischen Diktatur, sondern auch der sowjetischen Besatzungszeit und der frühen DDR erinnern.
Bis Ende 1956, als die DDR-Justiz das letzte Todesurteil am Münchner Platz vollstrecken ließ, wurde das 1907 eröffnete Landgerichtsgebäude als Verhandlungsort, Haftanstalt und Hinrichtungsstätte genutzt.

## Vorgeschichte
1958 entwarf der Dresdner Bildhauer Arnd Wittig eine Figurengruppe auf der Grundlage eines bereits im Jahr 1949 vom Kreisvorstand der Vereinigung der Verfolgten des Naziregimes durchgeführten Wettbewerbs. Sein Vorbild war die Großplastik Die Bürger von Calais des französischen Bildhauers Auguste Rodin.
Auf Grund von Finanzierungsproblemen wurde der Wettbewerb ausgesetzt. Die Bemühungen wurden erst mit der Übernahme des Gebäudekomplexes durch die Technische Hochschule Dresden, später Technische Universität Dresden, weiterentwickelt. Von den Entwürfen entschied sich der künstlerische Beirat unter der Leitung von Werner Scheffel für den Wittigentwurf. Hart diskutiert wurde auch über andere Varianten, wie von Eugen Hoffmann. Wittig sollte nach den grundlegenden Entwürfen von Hoffmann dessen Entwurf einbeziehen. Jedoch schien das Resultat beengt und wirkte somit nicht räumlich. Damit war der Weg für Wittig frei, seinen Entwurf zu überarbeiten und erneut dem künstlerischen Beirat vorzulegen.
Der Entwurf zeigt fünf Personen, einander zugestellt, die den kommunistischen Widerstand gegen den Nationalsozialismus verkörpern. Eine Zwischenabnahme des Modells erfolgte von der Auftragskommission des Rates der Stadt Dresden am 22. Januar 1959. Bemängelt wurde zunächst die linke Figur als zu kraftlos wirkend. Zuvor wurde eine kämpferische Frauengestalt gefordert. Diese ergänzte Wittig und stellte eine unbeugsame kämpferisch wirkende Frauenfigur mit geballten Fäusten dar. Eine Abnahme des Endmodells erfolgte im Dezember 1961 und wurde Anfang 1962 abgeschlossen. Somit konnte die Figurengruppe gegossen werden.
Die Bronzeplastik wurde im Richthof des ehemaligen Landesgerichts so aufgestellt, dass der Blick der Verurteilten in Richtung der sechs Wegsperrzellen der Todeskandidaten und des davor aufgestellten Fallbeils gerichtet ist. Zum Tag der Demokratischen Weltjugend am 10. November 1962 konnte das Mahnmal geweiht werden. Im Jahr 1963 erhielt Wittig für seine Figurengruppen Widerstandskämpfer
den Nexö-Kunstpreis der Stadt Dresden. Im Jahr 1984, am 18. September, erschien in der DDR eine Briefmarke mit dem Motiv der Figurengruppen Widerstandskämpfer nach einem Entwurf vom Graphiker Hans Detlefsen mit einer Auflage von 4 Millionen Stück.

## Die einzelnen Figuren
Die asymmetrische Figurengruppe Widerstandskämpfer bestehend aus fünf Figuren, welche sich angesichts der bevorstehenden Hinrichtung zweifelnd, trauernd und auch tröstend sowie kämpferisch und willensstark geben. Die beiden im Vorderfeld platzierten Personen offenbaren eine starke Ausdrucksform gegen ergangenes Unrecht und zeigen Stärke und Willenskraft. Ohne Überschneidungen befinden sich dahinter weitere drei Personen, ein Verurteilter tröstet eine scheinbar verzweifelte Frau. Die linke Männergestalt hat sich offensichtlich mit dem ungerechten Schicksal abgefunden. Der Gesamteindruck der Gruppenplastik zeigt auch erkennbare charakteristische menschliche Wesenszüge. Das auf ideologische Symbole verzichtende Mahnmal überzeugt durch seine schlichten und fein gestalteten ausdrucksstarken Figuren.

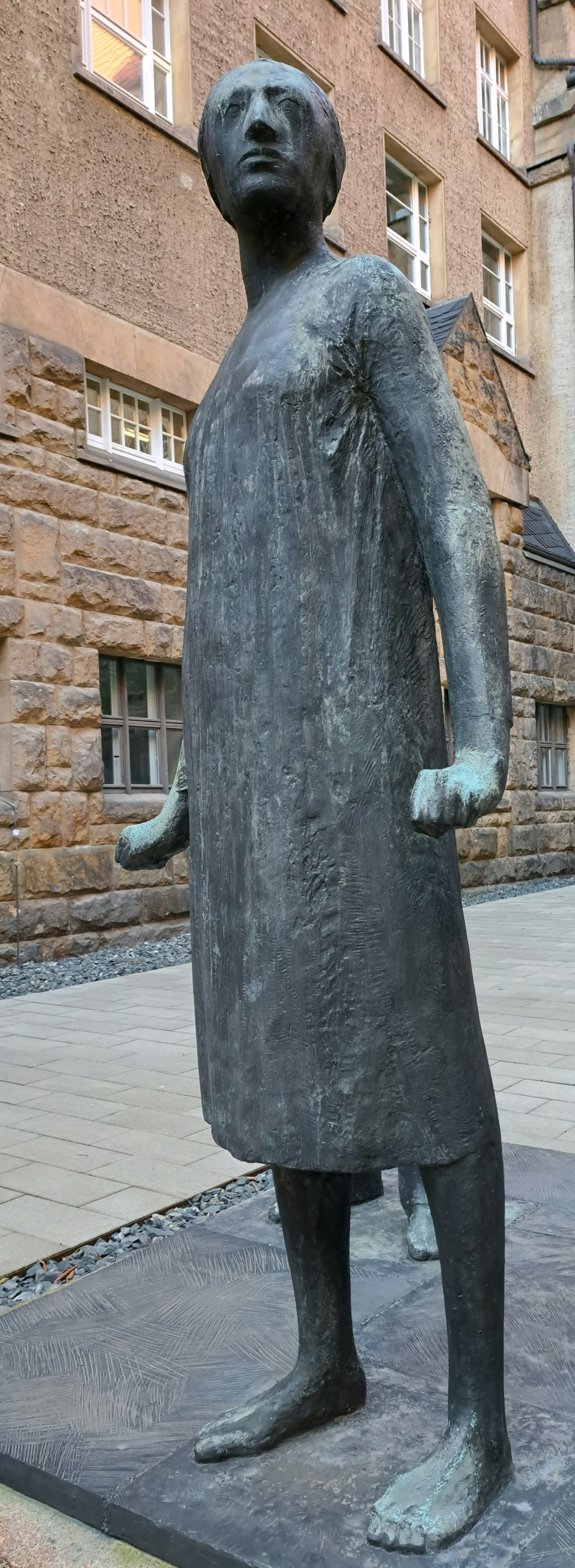
vordere linke Frauenfigur
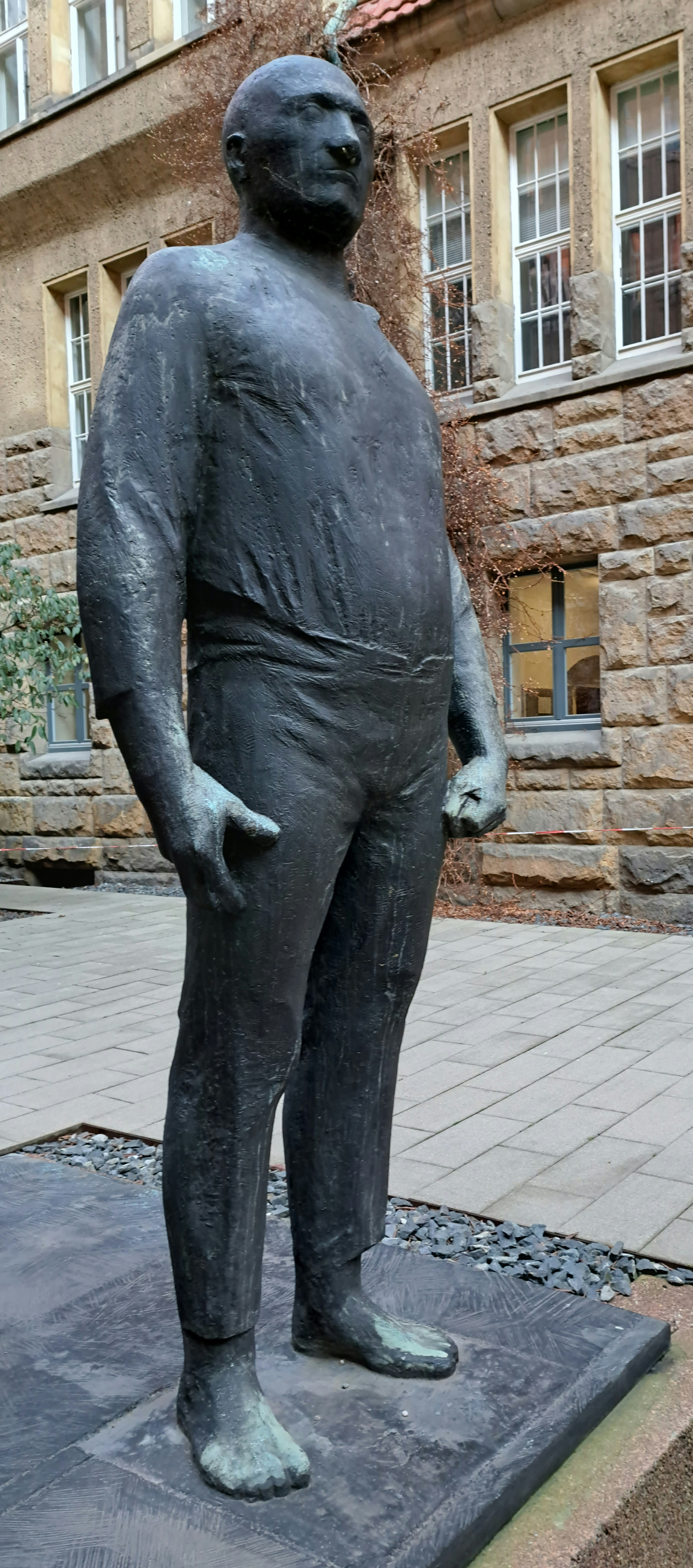
vordere rechte Männerfigur
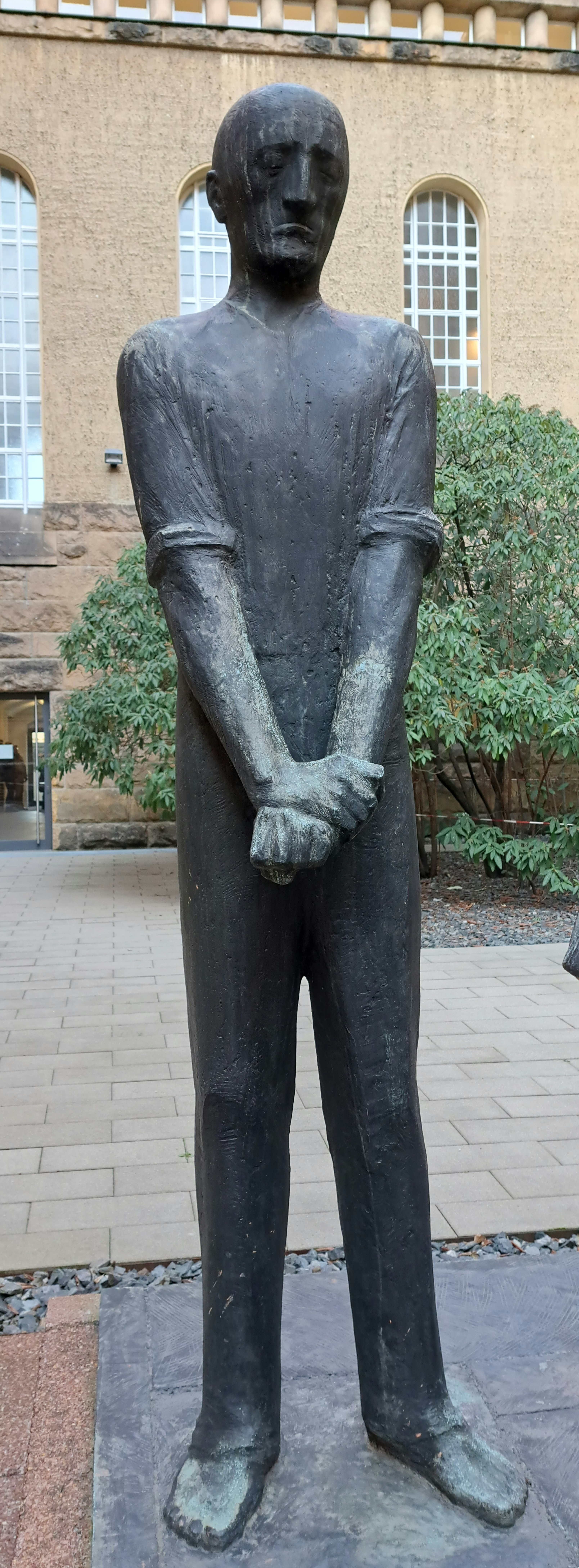
linke hintere Männerfigur
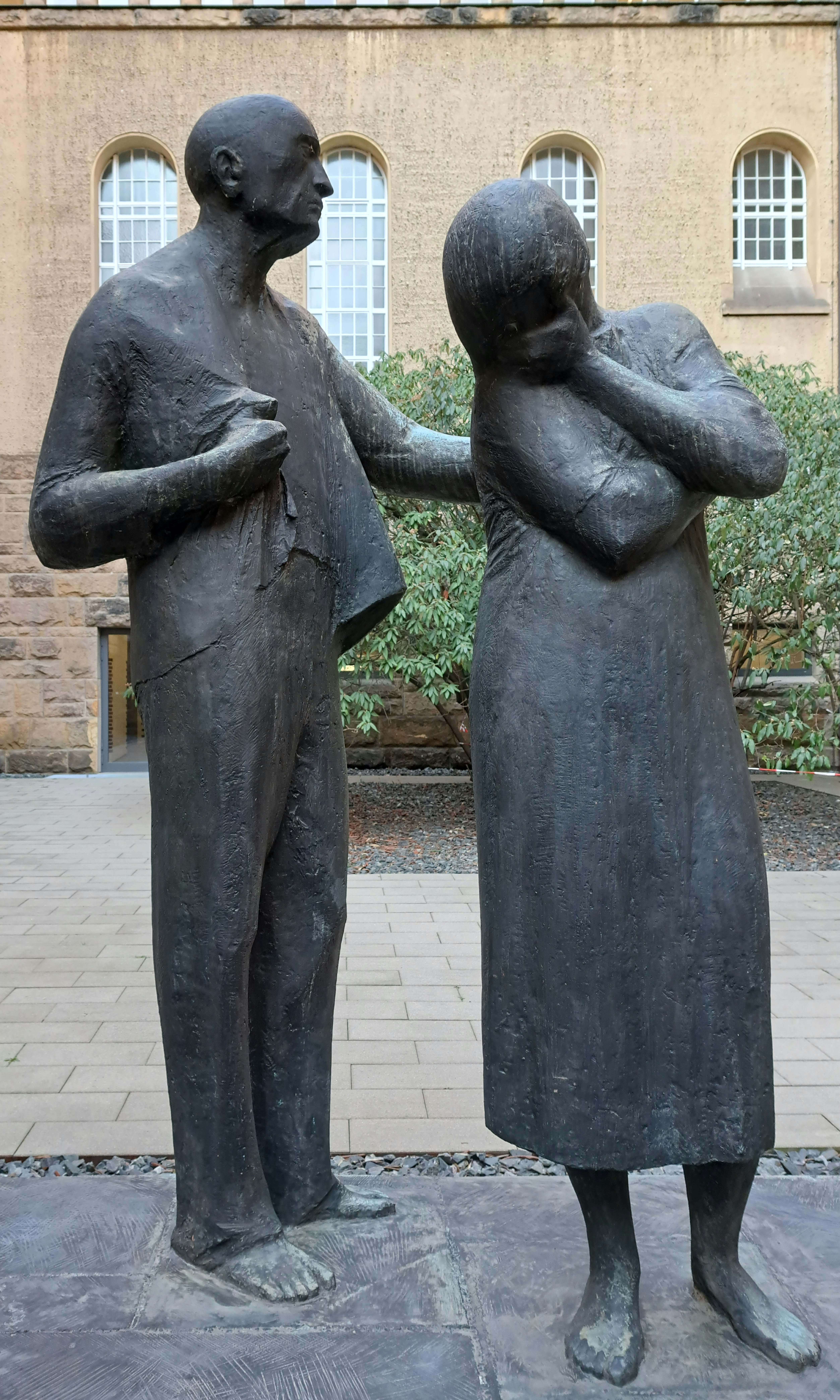
rechts hintere beiden Figuren
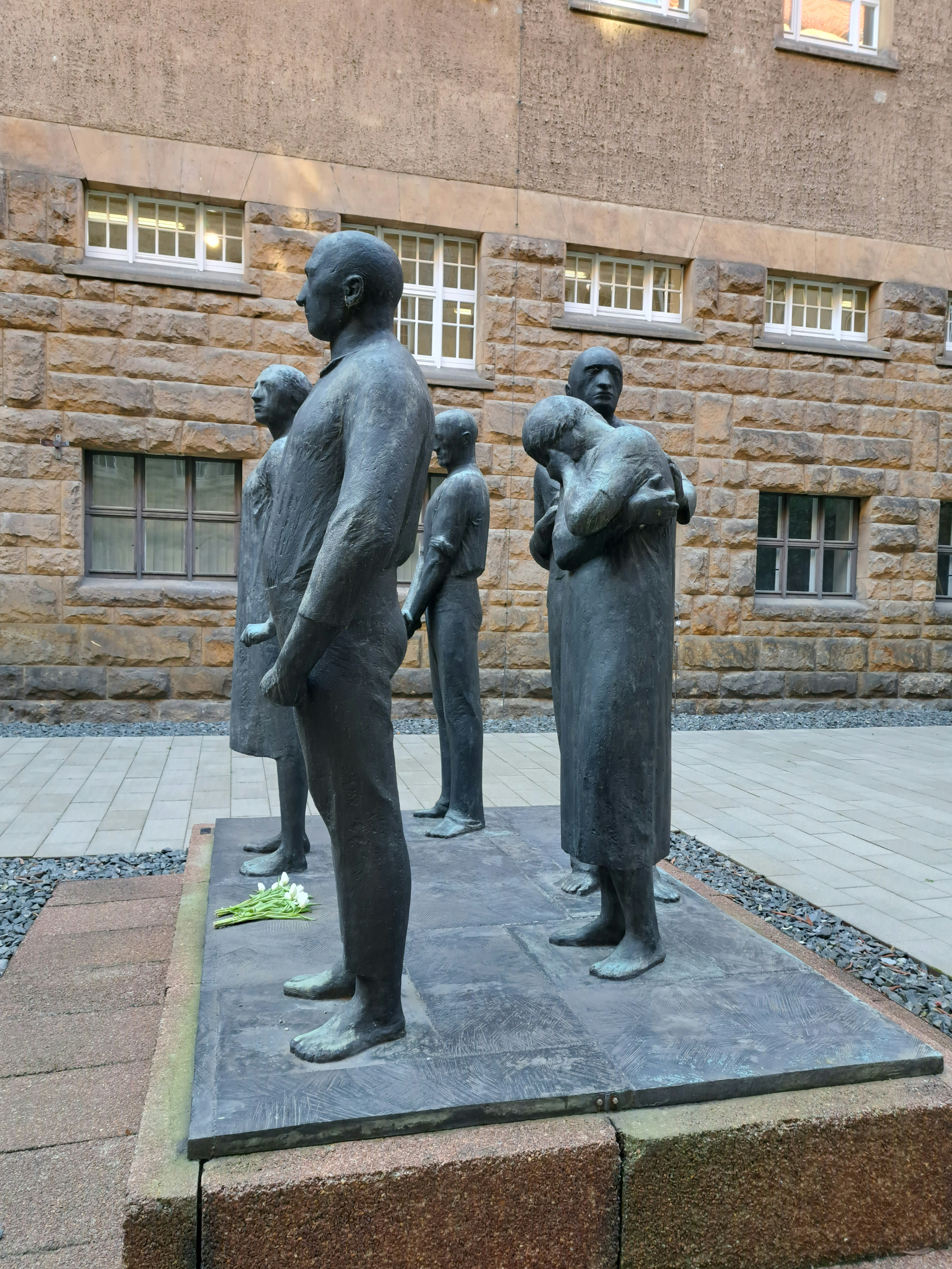
seitliche Ansicht